# Alain Zemb
Alain Zemb, né le 16 décembre 1960 à Wittelsheim, est un footballeur français.
Cet attaquant réalise la majeure partie de sa carrière en deuxième division française, où il inscrit 45 buts en 157 matchs.

## Carrière
- 1981-1985 :  FC Mulhouse (D2 et D1)
- 1985-1988 :  CS Louhans-Cuiseaux (D3 et D2)
- 1988-1989 :  SM Caen (D1)
- 1989-1990 :  USL Dunkerque (D2)
- 1990-1992 :  FC Gueugnon (D2)
- 1992-1993 :  SAS Épinal (D2)